# Julija Kalinovskaja
Julija Aleksandrovna Kalinovskaja ((in russo Юлия Александровна Калиновская?, traslitterato anche Julia Kalinovskaya); Astrachan', 27 febbraio 1983) è una canottiera russa.
In carriera ha partecipato ai Giochi Olimpici del 2004 e del 2008, ha vinto quattro medaglie ai Campionati europei di canottaggio e nel 2013 ha vinto la medaglia d'oro nel doppio femminile ai Campionati mondiali di Coastal Rowing.

## Biografia
Julija Kalinovskaja è nata ad Astrachan' il 27 febbraio 1983. Ha iniziato a gareggiare nel canottaggio a livello internazionale nei primi anni 2000, partecipando nel quattro di coppia della nazionale russa ai Campionati mondiali juniores del 2000 e ai Campionati mondiali U23 del 2002, vincendo in questa seconda occasione la medaglia di bronzo.
Nel 2004 ha partecipato insieme a Ol'ga Samulenkova nel due di coppia ai Giochi olimpici di Atene, concludendo la gara in decima posizione.
Nel 2007 ha partecipato con l'equipaggio del quattro di coppia ai Campionati del mondo di Monaco di Baviera, senza riuscire a qualificarsi per la finale A.
L'anno successivo ha partecipato per la seconda volta alle Olimpiadi, facendo parte della quadra del quattro di coppia ai Giochi Olimpici di Pechino, arrivando in settima posizione. Il mese successivo ai Campionati europei ad Atene vince la medaglia d'argento nella gara del quattro di coppia.
Nel 2009 sempre come parte dell'equipaggio del quattro di coppia arriva sesta ai Campionati del mondo e 
quinta ai Campionati europei. Nel 2010, nel 2011 e nel 2014 ha partecipato ai Campionati europei e nel 2014 anche ai Mondiali, senza riuscire a raggiungere il podio.
Nel 2013 insieme a Elena Lebedeva ha vinto la medaglia d'oro ai Campionati mondiali di Coastal Rowing che si sono svolti a Helsingborg in Svezia.
A partire dal 2015 si è cimentata nell'otto con timoniere, e ai Campionati europei di Poznań in Polinia la squadra russa femminile ha vinto la medaglie d'oro in tale specialità, mentre ha concluso la gara in quinta posizione ai Campionati del mondo che si sono svolti in Francia.
Ai Campionati europei del 2016 come parte dell'equipaggio russo dell'otto con ha vinto la medaglia di bronzo, risultato che ha confermato l'anno successivo ai Campionati europei in Repubblica Ceca, mentre ai Campionati del mondo a Sarasota negli Stati Uniti non è riuscita ad accedere alla finale maggiore.

## Palmarès
- Europei

Atene 2008: bronzo nel quattro di coppia;
Poznań 2019: oro nell'otto con;
Brandeburgo 2016: bronzo nell'otto con;
Račice 2017: bronzo nell'otto con;
- Campionati mondiali di Coastal Rowing

Helsingborg 2013 : oro nel due di coppia;
- Mondiali U23

Genova 2002: bronzo nel quattro di coppia;